# Lisandro Magallán
Lisandro Magallán (La Plata, Buenos Aires, Argentina, 27 de septiembre de 1993) es un futbolista argentino. Juega como defensor y actualmente se encuentra en Vélez Sarsfield de la Primera División de Argentina.

## Biografía
Es hijo del exfutbolista Adalberto Magallán, quien jugó en Gimnasia LP a fines de los 70 y comienzos de los 80 y también en otros clubes del ascenso. Su hermano Santiago Magallán también es futbolista, juega en la Cultural Leonesa de España, mientras que su hermano Ramiro es árbitro en la Primera D y médico.

## Trayectoria

### Inferiores
Hizo las inferiores en Gimnasia y Esgrima La Plata desde novena hasta cuarta división.

### Gimnasia y Esgrima
Debutó en Primera División el 16 de agosto de 2010, en el partido de Gimnasia y Esgrima de La Plata frente a Olimpo en Bahía Blanca, jugando la totalidad del encuentro.

### Boca Juniors
En julio de 2012 fue vendido a Boca Juniors, que compró el 80% de su pase pagando 1,4 millones de dólares. En sus primeros meses participó en partidos de reserva y gracias al buen nivel que allí mostraba, logró concentrar con el plantel profesional del equipo y aparecer de a poco en el banco de suplentes. Su primera aparición en la cancha con el equipo profesional se produjo en la última fecha del Torneo Inicial 2012 frente a Godoy Cruz en reemplazo de Rolando Schiavi, sin embargo fueron escasos segundos y ni siquiera tuvo la posibilidad de tocar el balón.
El 26 de enero de 2013 debutó en un partido de verano contra Independiente.[cita requerida]
En julio de 2013 fue cedido a Rosario Central, equipo que retornaba a la primera división.
El 5 de octubre de 2014 jugando para Boca Juniors convirtió su primer gol en primera división contra River Plate.

### Defensa y Justicia
El 3 de febrero de 2016 se va como refuerzo, a préstamo, a Defensa y Justicia por 6 meses cedido por Boca Juniors.

### Vuelta a Boca Juniors[4]
Luego de cumplir su ciclo en Defensa y Justicia vuelve a Boca Juniors en donde al inicio sería suplente relegado por Santiago Vergini y Juan Manuel Insaurralde, pero con el paso de los partidos logra ganarse espacio en el equipo titular haciendo dupla con Carlos Izquierdoz. El 1 de agosto convierte el primer gol de cabeza frente a Alvarado en la victoria 6-0 de su equipo por los 32.os de final de la Copa Argentina. El 30 de septiembre abre el marcador frente a Colón de Santa Fe en la victoria del equipo xeneize por 3-1 en la fecha 7 de la Superliga Argentina.
El 9 de diciembre de 2018, integró el equipo titular de Boca que perdió ante su histórico rival la final de la Copa Libertadores 2018, disputada en el Estadio Santiago Bernabéu de la ciudad de Madrid, partido que terminó 3-1 a favor del Club Atlético River Plate.
Fue muy criticado por su papel en la defensa de Boca Juniors.[¿según quién?] A raíz del alejamiento de Guillermo Barros Schelotto, la dirigencia decidió aceptar la oferta del Ajax por 9 millones.

### Cesiones por Europa
El 2 de septiembre de 2019 se hizo oficial su llegada al Deportivo Alavés como cedido hasta final de temporada. Al término de la misma regresó al Ajax de Ámsterdam. En el curso 2020-21 jugó a préstamo en el F. C. Crotone y el 2021-22 en el R. S. C. Anderlecht.
El 5 de enero de 2023 llegó a un acuerdo para rescindir su contrato y volvió a España para jugar en el Elche C. F. lo que quedaba de temporada.

## Selección nacional
Formó parte de la selección sub-17 y fue convocado para la seleccíón sub-20 en dos torneos internacionales disputados en julio y octubre de 2010, en Paraguay y Bolivia respectivamente.
En mayo de 2012 participa nuevamente en la selección sub-20. En el primer partido contra Sudáfrica por el Torneo 8 Naciones, disputado en África, marcó el primer gol del equipo albiceleste. El partido terminó 3-1 a favor del equipo argentino que en ese momento era dirigido por Marcelo Trobbiani. En 2013 participó del Sudamericano Sub-20 con la selección argentina, la cual no logró pasar a la siguiente fase del certamen.

## Estadísticas

### Clubes
| Club                            | Div.          | Temporada     | Liga  | Liga  | Liga   | Copas nacionales(1) | Copas nacionales(1) | Copas nacionales(1) | Torneos internacionales(2) | Torneos internacionales(2) | Torneos internacionales(2) | Total(3) | Total(3) | Total(3) |
| Club                            | Div.          | Temporada     | Part. | Goles | Asist. | Part.               | Goles               | Asist.              | Part.                      | Goles                      | Asist.                     | Part.    | Goles    | Asist.   |
| ------------------------------- | ------------- | ------------- | ----- | ----- | ------ | ------------------- | ------------------- | ------------------- | -------------------------- | -------------------------- | -------------------------- | -------- | -------- | -------- |
| Gimnasia (LP) Argentina         | 1.ª           | 2010-11       | 5     | 0     | 0      | —                   | —                   | —                   | —                          | —                          | —                          | 5        | 0        | 0        |
| Gimnasia (LP) Argentina         | 2.ª           | 2011-12       | 21    | 0     | 0      | 2                   | 0                   | 0                   | —                          | —                          | —                          | 23       | 0        | 0        |
| Gimnasia (LP) Argentina         | Total club    | Total club    | 26    | 0     | 0      | 2                   | 0                   | 0                   | —                          | —                          | —                          | 28       | 0        | 0        |
| C. A. Boca Juniors Argentina    | 1.ª           | 2012-13       | 8     | 0     | 0      | —                   | —                   | —                   | 3                          | 0                          | 0                          | 11       | 0        | 0        |
| C. A. Rosario Central Argentina | 1.ª           | 2013-14       | 11    | 0     | 0      | —                   | —                   | —                   | —                          | —                          | —                          | 11       | 0        | 0        |
| C. A. Rosario Central Argentina | Total club    | Total club    | 11    | 0     | 0      | —                   | —                   | —                   | —                          | —                          | —                          | 11       | 0        | 0        |
| C. A. Boca Juniors Argentina    | 1.ª           | 2014          | 9     | 1     | 0      | —                   | —                   | —                   | 2                          | 0                          | 0                          | 11       | 1        | 0        |
| C. A. Boca Juniors Argentina    | 1.ª           | 2015          | 1     | 0     | 0      | —                   | —                   | —                   | —                          | —                          | —                          | 1        | 0        | 0        |
| Defensa y Justicia Argentina    | 1.ª           | 2016          | 16    | 1     | 0      | 1                   | 0                   | 0                   | —                          | —                          | —                          | 17       | 1        | 0        |
| Defensa y Justicia Argentina    | Total club    | Total club    | 16    | 1     | 0      | 1                   | 0                   | 0                   | —                          | —                          | —                          | 17       | 1        | 0        |
| C. A. Boca Juniors Argentina    | 1.ª           | 2016-17       | 6     | 0     | 0      | —                   | —                   | —                   | —                          | —                          | —                          | 6        | 0        | 0        |
| C. A. Boca Juniors Argentina    | 1.ª           | 2017-18       | 25    | 0     | 1      | 4                   | 0                   | 0                   | 5                          | 0                          | 0                          | 34       | 0        | 1        |
| C. A. Boca Juniors Argentina    | 1.ª           | 2018          | 8     | 1     | 0      | 3                   | 1                   | 0                   | 8                          | 0                          | 0                          | 19       | 2        | 0        |
| C. A. Boca Juniors Argentina    | Total club    | Total club    | 57    | 1     | 1      | 7                   | 1                   | 0                   | 18                         | 0                          | 0                          | 82       | 2        | 1        |
| A. F. C. Ajax · Países Bajos    | 1.ª           | 2019          | 2     | 0     | 0      | 2                   | 0                   | 0                   | 2                          | 0                          | 0                          | 6        | 0        | 0        |
| Deportivo Alavés · España       | 1.ª           | 2019-20       | 17    | 1     | 1      | 1                   | 0                   | 0                   | ―                          | ―                          | ―                          | 18       | 1        | 1        |
| Deportivo Alavés · España       | Total club    | Total club    | 17    | 1     | 1      | 1                   | 0                   | 0                   | —                          | —                          | —                          | 18       | 1        | 1        |
| F. C. Crotone · Italia          | 1.ª           | 2020-21       | 28    | 1     | 2      | ―                   | ―                   | ―                   | ―                          | ―                          | ―                          | 28       | 1        | 2        |
| F. C. Crotone · Italia          | Total club    | Total club    | 28    | 1     | 2      | —                   | —                   | —                   | —                          | —                          | —                          | 28       | 1        | 2        |
| A. F. C. Ajax · Países Bajos    | 1.ª           | 2021          | ―     | ―     | ―      | 1                   | 0                   | 0                   | ―                          | ―                          | ―                          | 1        | 0        | 0        |
| R. S. C. Anderlecht · Bélgica   | 1.ª           | 2021-22       | 24    | 0     | 1      | 6                   | 1                   | 0                   | ―                          | ―                          | ―                          | 30       | 1        | 1        |
| R. S. C. Anderlecht · Bélgica   | Total club    | Total club    | 24    | 0     | 1      | 6                   | 1                   | 0                   | —                          | —                          | —                          | 30       | 1        | 1        |
| A. F. C. Ajax · Países Bajos    | 1.ª           | 2022          | 2     | 0     | 0      | ―                   | ―                   | ―                   | ―                          | ―                          | ―                          | 2        | 0        | 0        |
| A. F. C. Ajax · Países Bajos    | Total club    | Total club    | 4     | 0     | 0      | 3                   | 0                   | 0                   | 2                          | 0                          | 0                          | 9        | 0        | 0        |
| Elche · España                  | 1.ª           | 2023          | 14    | 0     | 0      | ―                   | ―                   | ―                   | ―                          | ―                          | ―                          | 14       | 0        | 0        |
| Elche · España                  | Total club    | Total club    | 14    | 0     | 0      | —                   | —                   | —                   | —                          | —                          | —                          | 14       | 0        | 0        |
| Pumas UNAM México               | 1.ª           | 2023-24       | 36    | 1     | 1      | -                   | -                   | -                   | 3                          | 0                          | 0                          | 39       | 1        | 1        |
| Pumas UNAM México               | 1.ª           | 2024-25       | 12    | 0     | 0      | -                   | -                   | -                   | 3                          | 0                          | 0                          | 15       | 0        | 0        |
| Pumas UNAM México               | Total club    | Total club    | 48    | 1     | 1      | 0                   | 0                   | 0                   | 6                          | 0                          | 0                          | 54       | 1        | 1        |
| Total carrera                   | Total carrera | Total carrera | 244   | 5     | 6      | 20                  | 2                   | 0                   | 26                         | 0                          | 0                          | 290      | 7        | 6        |

## Palmarés

### Campeonatos nacionales
| Título                        | Club               | País         | Año     |
| ----------------------------- | ------------------ | ------------ | ------- |
| Primera División              | C. A. Boca Juniors | Argentina    | 2015    |
| Copa Argentina                | C. A. Boca Juniors | Argentina    | 2014-15 |
| Primera División              | C. A. Boca Juniors | Argentina    | 2016-17 |
| Primera División              | C. A. Boca Juniors | Argentina    | 2017-18 |
| Copa de los Países Bajos      | A. F. C. Ajax      | Países Bajos | 2018-19 |
| Eredivisie                    | A. F. C. Ajax      | Países Bajos | 2018-19 |
| Supercopa de los Países Bajos | A. F. C. Ajax      | Países Bajos | 2019    |
| Supercopa Internacional       | Vélez Sarsfield    | Argentina    | 2024    |

## Vida privada
Estudió derecho en la Universidad de La Plata, según lo explica 
"Estudio Derecho para abstraerme. Tener algo distinto, en un ambiente diferente al fútbol, me hace bien; sino esto es muy absorbente y te consume las 24 horas del día. Más aún en un club como Boca" 
"Creo que estudiar es un entrenamiento para el cerebro. Pienso que el estudio te desarrolla la mente y esto te permite captar más rápidamente una circunstancia del partido o adaptarte a un cambio pero habría que comprobarlo científicamente". Magallán para Página 12.